# サム・マルコム
サム・マルコム（Sam Malcolm、1995年9月25日 - ）は、メジャーリーグラグビー、トロント・アローズに所属するラグビー選手。

## プロフィール
- ニュージーランド・ワンガヌイ出身[1]。
- ポジションはスタンドオフ(SO)、フルバック(FB)。
- 身長 174cm、体重 81kg。

## 来歴
マナワツ、ウエストハーバー、トロント・アローズを経て、2020年、日本製鉄釜石シーウェイブスに加入。
2021年2月13日に行われたトップチャレンジリーグ第1節の栗田工業ウォーターガッシュ戦に先発出場で日本での公式戦初出場を果たした。同年、トロント・アローズに復帰。